# Loaded (Lied)
Loaded ist ein Lied der Industrial-Rock-Band Unit:187. Das von der Band 1997 veröffentlichte Lied erschien in der Blütezeit des Genres und avancierte zu einem Genre-Klassiker und Club-Hit.

## Hintergrund und Veröffentlichungen
Die von dem Synthesizer- und Keyboard-Spieler John Morgan und dem Sänger Tod Law in Vancouver gegründete Band Unit:187. Nahm das Stück Loaded als Titelstück ihres zweiten Studioalbums auf. Das von Devin Townsend produzierte Album wurde im Slack Studio in Vancouver aufgenommen. Zur Band gehörten neben Morgan (Synthesizer/Programmierung) und Law (Gesang) zum Zeitpunkt der Aufnahme der Gitarrist Ted Simon und der Bassist Byron Stroud. Loaded wurde 1997 als Teil des Albums veröffentlicht. Das Stück wurde zu einem internationalen Club-Hit und dem bekanntesten Titel der Band. In Nordamerika über 21st Circuitry und in Europa über Off Beat erschienen, wurde das Stück auf diversen Kompilationen präsentiert und auch Jahre später noch als Teil von Genre-Rückschauen verwandt.

## Musik und Text
Loaded wurde im 4/4-Takt und im Grundton Fis-Dur bei einem Tempo von 96 BpM geschrieben. Das Stück gilt als energiegeladen und besonders tanzbar. Das Stück wird dem Industrial Rock zugeordnet. Dabei vermengt Unit:187 verschiedene Genre-Stereotypen und erweise sich als Bindeglied zwischen ausgefeiltem Synthie-Pop und der Wildheit von Nine Inch Nails. In einer atmosphäre unterdrückter Aggression baut Loaded eine Dialektik zwischen dekadenter Trägheit, Nihilismus und Hardcore-Punk-Wut. Loaded nutzt im Refrain Gitarrenriff-Zitate aus dem Thrash Metal und gebrüllten Gesang. Diesen Eruptionen dynamisch gegenüber stehen die Strophen mit einem ruhigen elektronischen Beat, kurzen Gitarrenanschlägen und gesprochenen Passagen.
Die gesprochenen Strophen bauen auf der repetitiven Form der einzelnen Zeilen auf. In den Strophen beschreibt der Text eine depressive Phase aus subjektiver Perspektive. Deutlich in den Zeilen „Feel no emotion/Sink to depression“ (Fühle keine Emotionen/Versinke in Depression) oder „Pain is deceiving/still has no meaning“ (Schmerz ist trügerisch/immer noch ohne Bedeutung) Im Refrain wird hingegen das Verheimlichen und Leugnen der Emotionalität und Vulnerabilität herausgeschrien.

„Lock, load forever

It′s over, it′s over

Lust, lies, I′m alright

It′s over, it′s over“

„Eingesperrt, für immer geladen

Es ist vorbei, es ist vorbei

Lust, Lügen, mir geht es gut

Es ist vorbei, es ist vorbei“